# Giuliano Gozi

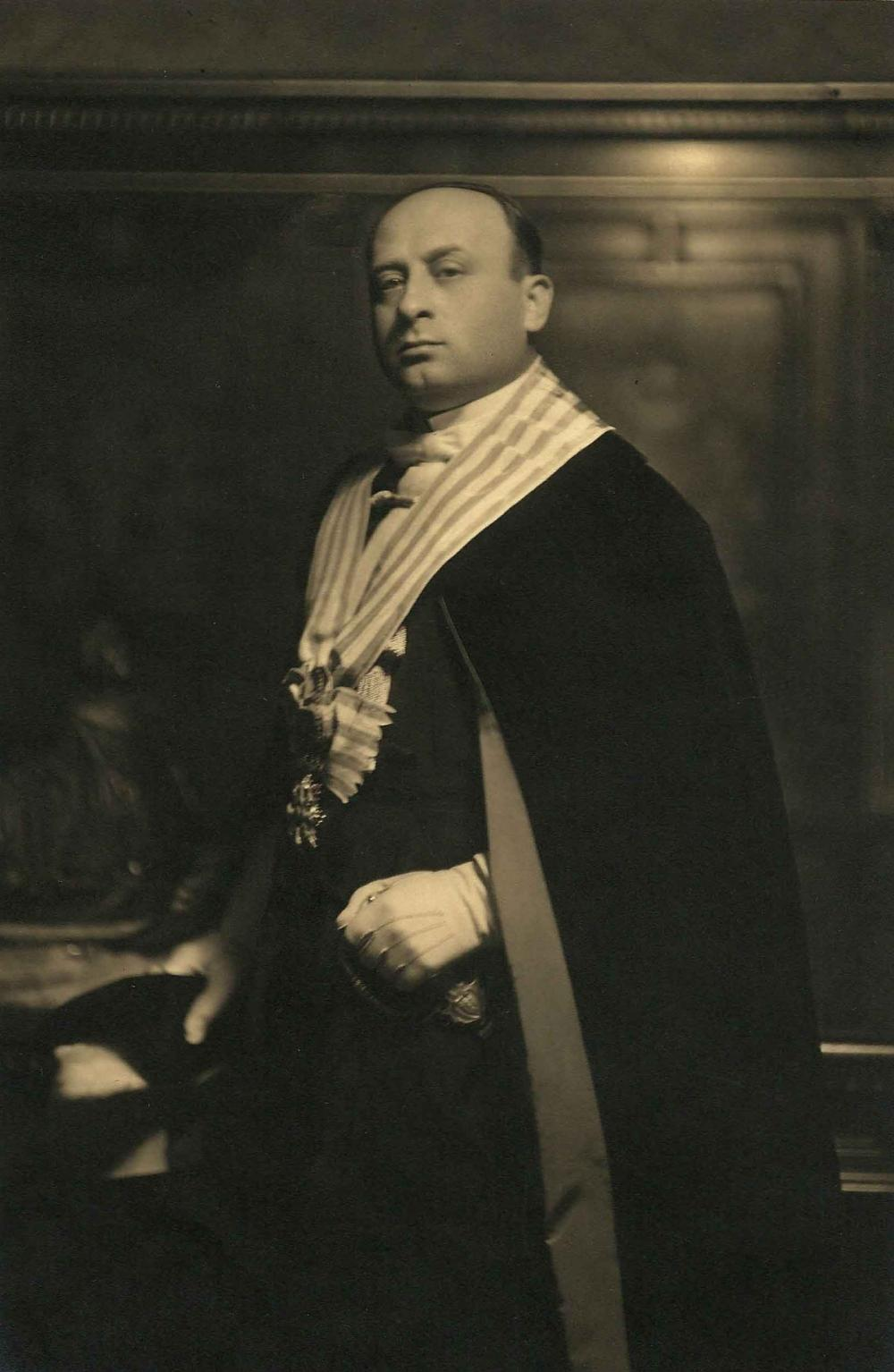
Giuliano Gozi w 1932

Giuliano Gozi (ur. 1894, zm. 1955) – sanmaryński polityk.
Pełnił funkcję sekretarza stanu do spraw politycznych i zagranicznych (1917–1943), piastował również godność kapitana regenta (kwiecień – październik 1923, październik 1926 – kwiecień 1927, kwiecień – październik 1932, kwiecień – październik 1937, październik 1941 – kwiecień 1942). Był członkiem Partii Faszystowskiej (Partito Fascista Sammarinese, PFS).